# 역수송체
역수송체(Antiporter)는 역수송에서 사용되는 막단백질의 종류 중 하나이다.

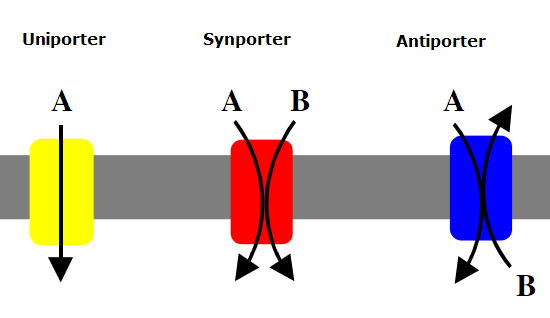
수송 단백질의 비교. 파란색 막단백질이 역수송체이다.

## 역수송
역수송체는 공동수송체(cotransporter)의 일종으로서 특정한 분자의 농도기울기 차이를 에너지원으로 사용하여 다른 분자를 농도구배에 역행하는 방향으로 세포막을 가로질러 수송하는 막 단백질이다. 채널이나 수송체로 분류된다.
역수송체를 사용하는 수송 방법을 역수송(Antitransport)이라고 하며, 이 역수송은 2차 능동수송에 포함된다.

## 예시
나트륨-칼슘 역수송체(나트륨-칼슘 교환기, Na+/Ca2 Exchanger, NCX)는 세포 밖의 나트륨 농도가 세포 안의 농도보다 30배 이상 높은 구배를 에너지원으로 사용하여 세포 안에 있는 칼슘을 세포의 밖으로 수송한다. 포유동물에서 칼슘의 농도는 세포 밖이 안보다 10,000배 이상 높기 때문에 나트륨-칼슘 역수송체는 나트륨의 농도구배를 에너지원으로 사용하여 칼슘을 농도구배에 역행하여 수송할 수 있다. 이때 3개의 나트륨 이온이 세포의 안으로 이동하는 사이에 하나의 칼슘 이온이 세포의 밖으로 수송된다.
미토콘드리아의 ADP/ATP 역수송체의 경우 미토콘드리아가 ATP를 합성하는데 필요한 물질과 ATP를 합성하는 과정에서 생성되는 대사물질을 서로 교환하는 일을 한다.

## 같이 보기
- 단일수송체
- 동반수송체
- 능동수송